# Moros (dinosaure)
Pour les articles homonymes, voir Moros.
Moros intrepidus
Genre
Espèce
Moros est un genre fossile de dinosaures théropodes de la super-famille des Tyrannosauroidea qui vivait il y a 96 millions d'années durant le Crétacé supérieur dans ce qui est maintenant l'Utah, aux États-Unis. Ce genre est représenté par une unique espèce, Moros intrepidus.

## Étymologie
Le nom du genre, du grec ancien Μόρος, Móros, « destin fatal, mort violente », a été choisi « en tant qu'incarnation de la catastrophe imminente, en référence à l'établissement de la lignée des tyrannosaures du Crétacé en Amérique du Nord ». 
Son nom spécifique, du latin intrepidus, « intrépide », fait référence « à l'hypothèse de la dispersion intracontinentale des tyrannosaures au cours de cet intervalle ».

## Description
Il mesurait 1,2 mètre de long et pesait 78 kilos.

## Dans la culture populaire
Dans le film Jurassic World: Le Monde d'après, le Moros intrepidus apparaît pour la première fois au cinéma. Cependant, il est représenté plus petit que dans la réalité(bien qu'il puisse s'agir d'un jeune) et vivant en même temps que le Tyrannosaurus rex dans le prologue du film.(ce qui est faux).

### Publication originale
- [2019] (en) Lindsay E. Zanno, Ryan T Tucker, Aurore Canoville, Haviv M. Avrahami, Terry A. Gates et Peter J Makovicky, « Diminutive fleet-footed tyrannosauroid narrows the 70-million-year gap in the North American fossil record », Communications Biology, NPG, vol. 2, no 1,‎ 21 février 2019, p. 64 (ISSN 2399-3642, PMID 30820466, PMCID 6385174, DOI 10.1038/S42003-019-0308-7, lire en ligne). .